# Хризоламинарин
Хризоламинарин — запасающий продукт золотистых, желто-зелёных и диатомовых водорослей. Представляет собой линейный β-1,3-полимер глюкозы, в котором с соотношением β(1→3) и β(1→6) примерно 11:1. Часто откладывается вне хлоропласта (Synura sp.).

## Функции
Хризоламинарин используется как запасной полисахарид многими фотосинтезирующими гетероконтами. Он представляет собой пищевой запас многих планктонных организмов таких как Bacillariophyta (наподобие ламинарина бурых водорослей).
Хризоламинарин запасается внутри клеток этих организмов в растворённом виде и откладывается в вакуолях, в результате чего  увеличивается их показатель преломления. В дополнение к хризоламинарину, гетероконтные водоросли запасают масла. Помимо пищевого резерва, масла помогают водорослям регулировать их плавучесть.